# Ligne de Barcelone à Maçanet-Massanes
La ligne de Barcelone à Maçanet Massanes, dite aussi : ligne du Maresme, ligne de Mataró, ou ligne de Bif. Sagrera à Maçanet-Massanes, (selon la nomenclature d'ADIF) est une ligne de chemin de fer espagnole, appartenant à ADIF, reliant les comarques du Barcelonès, du Maresme de la Selva, longue de 72,9 km.

## Histoire
Le 16 mars 1847, à l'initiative de la Mataroní Miquel Biada i Bunyol et avec l'aide de José María Roca i Cabanes, la concession fut concédée à la Compañía del Camino de Hierro de Barcelona a Mataró qui inaugura la ligne le 28 octobre 1848, le conseil municipal de Barcelone frappa avec une médaille de bronze en commémoration de l'événement. La gare terminus de Barcelone était situé en surface, entre les quartiers de Barceloneta et de Ciutadella, au début de l'Avenue del Cementiri del Poblenou.
Pi i Arimon, contemporain des faits, recueille diverses données sur le chemin de fer de Barcelone à Mataró. On voit que la ligne avait été projetée en 1846, commençant les premiers travaux en juin de l'année suivante, et ouverte en octobre 1849. Le coût de construction estimé était de quatre millions de duros. La première année d'opération a été un succès, avec 675 878 voyageurs inscrits avec des avantages de 165 471 duros. L'entreprise qui l'a géré, à l'exception du personnel de l'atelier, employait 87 personnes.
La première section construite comprenait huit stations de Barcelone, Badalone, Montgat, El Masnou, Ocata, Premià, Vilassar et Mataró. En ce qui concerne le tracé de la ligne Pi et Arimon, il met en évidence les 44 ponts, en soulignant celui qui traversait le Besòs en bois avec 86 yeux, pris par une inondation en septembre 1850. Le tunnel de Montgat avec une extension d'environ 500 pieds construite spécifiquement pour sauver la colline de Montgat.
À Barcelone, la ligne se termine dans la zone de la future gare de Barcelone-Sagrera TAV reliant la ligne de Gérone à la gare de Barcelone-El Clot-Aragó, anciennement la ligne se terminait dans la gare des Rodalies et la gare de Barcelone-França. Entre Sant Adrià de Besòs et la gare de Barcelone-França, l'embranchement de Marina et les gares de Poblenou et Bogatell ont été démantelés pour libérer de la place sur la côte du district de Poblenou pour construire le village olympique des Jeux olympiques d'été de 1992, l'embranchement de Marina a été remplacée par l'embranchement Besòs entre Sant Adrià et le Triangle Ferroviaire.

## Caractéristiques
La ligne est à écartement ibérique et à double voie, les services qui traversent la ligne sont des Rodalies de Barcelone et de Gérone. La ligne appartient à ADIF et seuls des trains exploités par la Renfe Operadora y circulent. La ligne est à écartement ibérique.

## Exploitation
Sur cette ligne circulent des trains de la ligne R1 de Rodalies de Catalunya et des trains de la ligne RG1 qui connectent Molins de Rei (Ligne de Vilafranca) avec Maçanet-Massanes, qui appartient aussi à la ligne Barcelone - Gérone - Portbou.
| Service    | Terminus service          | Début ligne | Fin ligne        | Terminus service |
| ---------- | ------------------------- | ----------- | ---------------- | ---------------- |
|            | Molins de Rei             | Sagrera     | Maçanet-Massanes | Maçanet-Massanes |
| RG1 girona | L'Hospitalet de Llobregat | Sagrera     | Maçanet-Massanes | Portbou          |